# Noguchia
Noguchia là một chi rêu trong họ Plagiochilaceae.